# Alaska (cantante)
Olvido Gara Jova (Ciudad de México, 13 de junio de 1963), más conocida por su nombre artístico Alaska, es una cantante, actriz, compositora, presentadora de televisión, empresaria, escritora, productora y DJ hispano-mexicana. Ha sido elogiada por ser una figura icónica de la música y la cultura pop hispana, pionera de la movida madrileña, con una trayectoria transgresora y una estética vanguardista, por lo que recibió el título de la «Reina de la Movida».  
Nació y se crio en la Ciudad de México, donde pasó sus diez primeros años, hasta que se mudó a España junto con su familia. En 1977, formó parte como guitarrista del grupo Kaka de Luxe, hasta que en 1979 se convirtió en la vocalista y compositora de Alaska y los Pegamoides, grupo con el que alcanzó su primer número uno gracias a «Bailando», adquiriendo gran reconocimiento a nivel nacional y en algunos países hispanohablantes. A partir de 1983, fue vocalista y compositora de Alaska y Dinarama; grupo con el que siguió lanzando álbumes que llegaron a alcanzar una amplia popularidad. Muchas de sus canciones han alcanzado el número uno en las listas musicales de España y un amplio reconocimiento en varios países de habla hispana; sus mayores éxitos incluyen temas como «Perlas ensangrentadas», «Rey del Glam», «Cómo pudiste hacerme esto a mí», «Ni tú ni nadie», «A quién le importa», «La funcionaria asesina» y «Mi novio es un zombi». 
Su carrera se ha visto reforzada por sus apariciones en distintas series, películas, programas de televisión y radio, por los que ha recibido comentarios variados. Su participación más conocida fue en La bola de cristal, programa de televisión emitido en Televisión Española durante la década de los ochenta, que apostaba por tratar a los niños como personas adultas y reflejaba el cambio sociopolítico que supuso la transición española; además de la explosión cultural y musical conocida como la movida madrileña. Como actriz su papel más reconocido fue en Pepi, Luci, Bom y otras chicas del montón, largometraje escrito y dirigido por Pedro Almodóvar, que se estrenó en noviembre de 1980. Entre sus trabajos en televisión destacan su participación como jurado en Lluvia de estrellas, como presentadora en Alaska y Segura, el Benidorm Fest 2022 y protagonizando el programa de telerrealidad Alaska y Mario, junto a su marido.
Desde 1989 forma parte de Fangoria, grupo musical de música electrónica que lidera junto a Nacho Canut, quien la acompaña desde sus inicios musicales. El grupo comenzó como parte del movimiento underground, y fue obteniendo popularidad a partir del lanzamiento de su segundo álbum, Una temporada en el infierno, en 1999. Sus mayores éxitos incluyen temas como «No sé qué me das», «Eternamente inocente», «Retorciendo palabras», «Miro la vida pasar», «Entre mil dudas», «Criticar por criticar», «Absolutamente», «Dramas y comedias», «Geometría polisentimental» y «Espectacular».
Influenciada por varias personalidades, Alaska es reconocida por su sentido estético cambiante y transgresor con respecto a la música, la moda, las presentaciones en directo y los vídeos musicales.

## Vida y carrera

### 1963-1978: Niñez e inicios artísticos
Olvido Gara Jova nació en Iztapalapa, Ciudad de México (México) el 13 de junio de 1963. Su padre, Manuel Gara López, era asturiano, y su madre, América Belén Jova Godoy, es cubana. La familia Gara es originaria de Gijón, su padre emigró desde España exiliado por la guerra civil. Alaska es la única hija del matrimonio, aunque posee dos hermanastros por parte paterna, Manuel y Berta. Por parte materna, Alaska está emparentada con gran parte de la aristocracia cubana, entre ellos los presidentes de la república Osvaldo Dorticós Torrado y Miguel Mariano Gómez, a través de su madre América Arias; o las filántropas Marta Abreu Arencibia y Rosalía Abreu.
A los 10 años, en 1973, emigró a España junto a sus padres y su abuela materna. Para Alaska, el drástico cambio cultural supuso un duro golpe, por lo que se refugió en libros y cómics que sustituyeron a la cultura televisiva mexicana. Entre ellos destaca el libro Gay Rock, de Eduardo Haro Ibars, donde tomó a David Bowie y Lou Reed como referentes culturales. Durante los primeros años en España, estudió un curso de estética y arte dramático bajo la influencia del glam rock, que determina su estética como artista. A lo largo de 1977, Alaska comienza frecuentar el Rastro de Madrid con su amigo El Zurdo. Debido a la previa experiencia musical de este último, surge la idea de hacer una revista y un grupo. Alaska, por su parte, adopta su nombre artístico para plasmarlo en el fanzine Bazofia. El nombre «Alaska» surge de la canción «Caroline Says II» de Lou Reed, en la frase «Todos sus amigos la llaman Alaska».Durante 1977 nace el grupo de punk rock Kaka de Luxe, formado por Alaska, Carlos Berlanga, Nacho Canut, El Zurdo, Manolo Campoamor y Enrique Sierra. La primera actuación tiene lugar en People, ubicado en el barrio de Argüelles, allí Alaska se estrena como guitarrista del grupo. En 1978, gracias a la participación en el Concurso Rock Villa de Madrid, donde quedan en el segundo lugar, lanzan su primer EP con cuatro canciones llamado Kaka de Luxe. Finalmente, en ese mismo año el grupo se disuelve por diferencias entre los componentes, además, algunos de los componentes masculinos comenzaban el servicio militar.

### 1979-1982: Etapa en Alaska y los Pegamoides yPepi, Luci, Bom y otras chicas del montón
Alaska y los Pegamoides fue una banda española formada en 1979, tras la disolución del grupo Kaka de Luxe, del que formaban parte cuatro de sus miembros: Alaska, Nacho Canut, Manolo Campoamor y Carlos Berlanga. Estos músicos se dieron cuenta de que compartían mayores afinidades entre ellos que con el resto de los miembros de Kaka de Luxe, y decidieron emprender caminos separados, ya que sus intereses musicales y artísticos eran completamente distintos. En sus primeros momentos, la banda contó con la colaboración de Poch, quien más tarde integraría Ejecutivos Agresivos y formaría Derribos Arias, como guitarrista solista. También se unió Javier Hamilton (más conocido como Javier Furia), quien había sido parte de Kaka de Luxe, para encargarse de los coros, aunque poco tiempo después se unió a Radio Futura. La salida de su primer batería, Álvaro de Torres, también exintegrante de Kaka de Luxe, se debió a desacuerdos ideológicos, como su negativa a utilizar una caja de ritmos que Alaska había adquirido para sus composiciones, además de otros conflictos como una discusión relacionada con la costumbre de Alaska de comer pipas durante las grabaciones sin ofrecer a sus compañeros. 

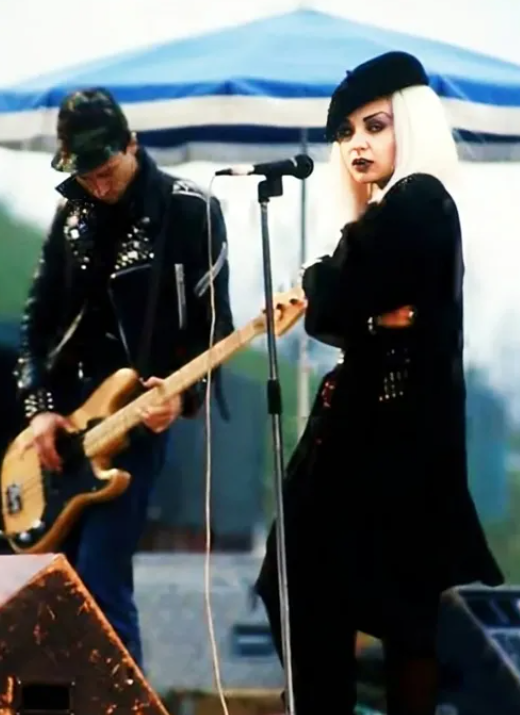
Alaska y Nacho Canut durante un concierto de Pegamoides, en junio de 1982.

Con la salida de Álvaro, la banda incorporó a dos nuevos miembros: Ana Curra, a quien conocieron en el emblemático bar madrileño El Penta, y Eduardo Benavente, quien se unió tras superar una prueba, después de que Juan Luis Vizcaya, el anterior batería, dejara la banda debido a su desacuerdo con la inclusión de teclados en el grupo. La formación continuó evolucionando, y otro cambio importante fue la salida de Manolo Campoamor, quien inicialmente había sido vocalista. Tras su marcha, el puesto fue ocupado por Carlos Berlanga de forma temporal, hasta que finalmente Alaska asumió el rol principal de vocalista, abandonando la guitarra. Manolo Campoamor adoptó la nueva identidad de Eddie Neopreno e intentó formar una nueva banda bajo ese nombre. A pesar de estos cambios, Alaska y los Pegamoides se mantuvieron activos y participaron en el concierto homenaje a Canito, el batería de Tos, fallecido en un accidente de tráfico, en febrero de 1980. Este fue el primer y único concierto del grupo en el que utilizaron una caja de ritmos en lugar de una batería tradicional.
Ya consolidada esta nueva formación, la banda grabó su primer sencillo, «Horror en el Hipermercado», producido por Julián Ruiz, en 1980. Esta canción tuvo un relativo éxito, lo que permitió la grabación de su segundo sencillo, «Otra dimensión», al año siguiente. En 1981, surgió un grupo paralelo a Pegamoides, Parálisis Permanente, formado por Nacho Canut y Eduardo Benavente, cuyo sonido reflejaba las tendencias del punk británico de la época, influenciado por bandas como Killing Joke, GBH y The Exploited. Además, Alaska y Ana Curra participaron en el proyecto Negros S.A., junto con Los Nikis, mientras que Curra y Benavente crearon otro grupo paralelo llamado Los Seres Vacíos. Todos estos proyectos publicaron discos en 1982, justo cuando Alaska y los Pegamoides disfrutaban de su mayor éxito. El 20 de mayo de 1982, Alaska y los Pegamoides publicaron su único álbum, Grandes éxitos, que incluía el icónico y exitoso sencillo «Bailando». A lo largo de su carrera, la banda experimentó con distintas estéticas, que fueron desde el colorido pop hasta una imagen más oscura vinculada con el punk y el gótico. 
La disolución de Alaska y los Pegamoides comenzó a gestarse durante la grabación de su único álbum, entre finales de 1981 y principios de 1982, lo que llevó a la salida de Carlos Berlanga del grupo. A pesar de esto, en 1982 se publicaron dos sencillos más, «La línea se cortó» y «En el jardín» (este último un flexi de edición limitada, que fue regalado a los asistentes a un concierto). Mientras tanto, Berlanga formaba Dinarama con su amigo de infancia Nacho Canut. Las tensiones internas dentro de Alaska y los Pegamoides fueron el detonante de su disolución, y, tras una exitosa etapa, la banda se separó definitivamente a finales de 1982.

### 1983-85: Inicios con Dinarama,Deseo carnalyLa bola de cristal
Una vez disuelto Alaska y los Pegamoides como grupo, Alaska emprende una etapa en la que le gusta quedarse en casa y leer libros sobre la Edad Media y el misticismo. Se encuentra en una situación difícil en el plano artístico, ya que se plantea la posibilidad de presentarse en solitario, aunque por otro lado le apetece la idea de tener un grupo. Pero al margen de esto, Nacho, que es con quien más tiene en común entre los miembros de Pegamoides, comienza al mismo tiempo que Parálisis Permanente, una nueva iniciativa musical inventada por Berlanga, Dinarama. Mientras tanto, Alaska y los Pegamoides viven el éxito con su gira veraniega, aunque entran en un proceso de desaparición. Después de varios cambios de formación y pruebas con un par de cantantes, la primera actuación de Dinarama se produce ese mismo año con la siguiente formación: Carlos Berlanga (voz y guitarra), Nacho Canut (bajo y coros), Johnny Canut (batería), Javier de Amezua (saxo), y como coristas y bailarines, Mavi Margarida (excantante del grupo Línea Vienesa) y Javier Furia. 

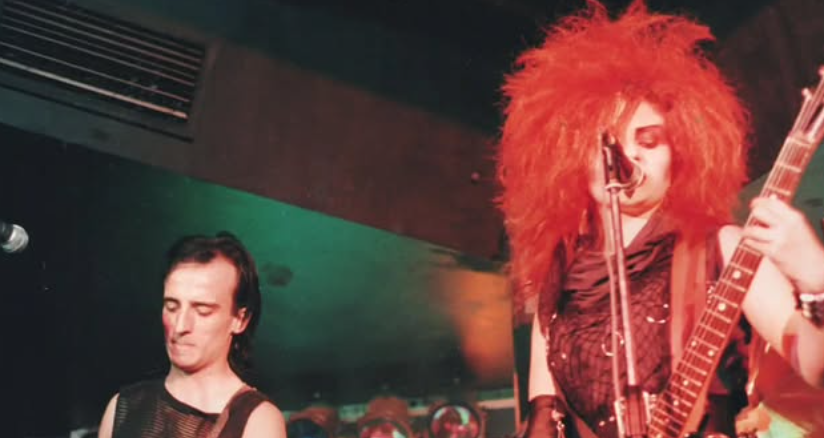
Alaska y Ángel Altolaguirre durante una actuación en 1983.

Cabe destacar que estas primeras actuaciones no le gustan demasiado a Alaska, ya que ve en ellas la misma inconexión de Kaka de Luxe. Pero tanto Berlanga como Nacho Canut tienen claro que quieren una voz femenina en Dinarama. Alaska, que está sin grupo, baraja varias posibilidades: hacer el disco en solitario inspirándose en la Edad Media y el Camino de Santiago, temas en los que está inmersa en esos momentos, o montar un grupo, que aunque le apetece, no tiene muy claro con quién. Empieza a ensayar con PVP, grupo de rock madrileño que le gustaba mucho, aunque desecha esta opción por falta de convicción. Así que Pito le propone finalmente colaborar de nuevo con Berlanga y Canut en Dinarama. Y aunque no le convence del todo el grupo, ya no tiene más opciones sobre la mesa. En definitiva, se trata del grupo de sus dos amigos con los que había fundado Pegamoides. Al principio fue una colaboración, pero pronto se vuelve algo permanente. 
Al irse Carlos al servicio militar, entra a sustituirle a la guitarra Ángel Altolaguirre, más tarde productor del primer álbum del grupo y con quien Alaska simpatizaba por haber sido el técnico de sonido durante la gira de Pegamoides. Alaska también influye en la selección de las canciones, al igual que en el sonido del disco, que se inclina más hacia el rock gótico, siniestro y las atmósferas densas, dando continuidad a las últimas grabaciones de Pegamoides. Aparte de Dinarama, Alaska participa también en la grabación de dos canciones de Loquillo y los Trogloditas, «Quiero un camión» y «El ritmo del garaje», incluidas en el álbum del mismo nombre. Así mismo, surge una colaboración con Los Nikis, en la que también participa Ana Curra: Negros S.A. Un proyecto paralelo de Los Nikis en el que participarían voces femeninas. Ellos harían todo, componer y tocar las canciones. Ellas sólo pondrían la voz y la cara. Volviendo a Dinarama, en mayo de 1983 se pone a la venta Canciones profanas y se inicia la gira de Dinarama + Alaska, coincidiendo fatalmente con la trágica muerte de Eduardo Benavente en un accidente de tráfico.
Los dos primeros sencillos de Dinarama salen simultáneamente: «Crisis», por iniciativa de Hispavox, que pide una versión extendida, y «Perlas ensangrentadas», elegido por el grupo, el más radiado y el que quedaría en la memoria de los seguidores. Estos dos temas no llegan a tener la misma repercusión que «Bailando», aunque el disco obtiene una muy buena acogida. Por esta razón se empiezan a contratar muchas galas. Con el siguiente sencillo, «Deja de bailar», repiten la misma fórmula en plan reprise de «Bailando». Con bastante sentido del humor a la hora de hacer la letra, este tema pasa un poco desapercibido por las radio-fórmulas y Alaska se adapta a la nueva situación musical. Lo que era una colaboración puntual se empieza a transformar en su nuevo grupo. Con la vuelta de Carlos del servicio militar, llegan nuevas canciones, que entusiasman tanto a Alaska como a Nacho y, sobre todo, a su mánager Pito. Altolaguirre, como estaba pactado, se va del grupo con la grabación de una nueva versión de «Rey del Glam». Colaboran en los coros Loquillo y Jaime Urrutia. Este sencillo se convierte en un éxito rotundo que supera a los tres sencillos anteriores, acercándose al éxito de «Bailando». Para Hispavox supone el relanzamiento a nivel comercial de Alaska, comenzando un apoyo total en proyectos futuros.

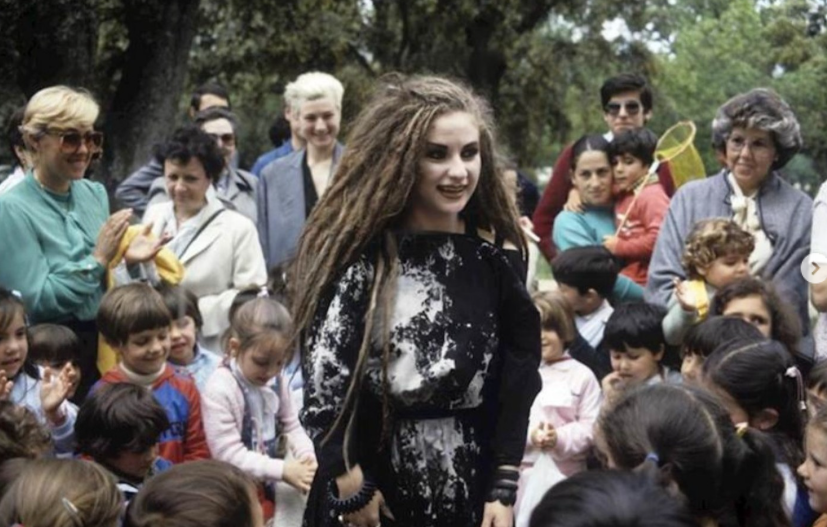
Alaska durante una ceremonia en el zoológico de la Casa de Campo en 1985.

Llega el momento de sacar nuevo disco. Alaska ya se ha hecho al grupo de nuevo. Con las nuevas canciones se dan cuenta de que debe de haber una producción diferente a la del disco anterior. Además buscan nueva gente con la que mejorar el sonido. Entre ellos, Luis Miguélez a la guitarra y Toti Árboles a la batería. Para la producción piensan en Tino Casal, pero deciden que sea una producción más internacional. Quieren ser producidos por Zeus B. Held, el productor de Dead or Alive, pero su caché es demasiado alto para el presupuesto. Lo mismo ocurre con Stock, Aitken and Waterman, productores de Kylie Minogue, entre otros. Al final se elige a Nick Patrick, productor de varios grupos ingleses. El disco se graba durante el verano del año 1984. Se incorpora Timana a la percusión y graban arreglos de cuerda y viento a cargo de Tom Parker. Se decantan por el sonido «Philadephia» con arreglos orquestales. La portada, de gran impacto mediático, corre a cargo de Juan Gatti. El disco, con diez canciones, sale a la venta en septiembre, titulado Deseo carnal coincidiendo en tiempo con el comienzo de La bola de cristal, programa de TVE presentado por Alaska, en el que interpreta uno de los considerados himnos de la década: Abracadabra. Un programa que ha hecho historia, que hoy día está justamente mitificado y que se ha convertido en un objeto de culto. «Cómo pudiste hacerme esto a mí», el primer sencillo del álbum, se convierte rápidamente en número uno y se mantiene hasta principios de 1985 en los primeros puestos de ventas y radio fórmulas. Como consecuencia, el álbum también entra fuerte en las superventas, subiendo poco a poco hasta que a finales de año es número uno y se convierte en un éxito masivo. 
Tras una fuerte campaña de promoción en septiembre y octubre, Alaska viaja a México para promocionar allí el lanzamiento del disco durante los meses de noviembre y diciembre. Alaska vuelve de nuevo a España para recibir el disco de oro y aprovechar para seguir grabando La bola de cristal y lanzar el nuevo sencillo «Ni tú ni nadie», un éxito todavía mayor al anterior. Durante todo el invierno, Alaska viaja a América para promocionar el disco en todos los países en los que es editado. Al mismo tiempo graba las canciones del programa, cuyo disco sale el otoño de 1985. Se prepara una gira de verano con más de cien conciertos por toda España, con alguna actuación internacional. Por razones personales, Carlos Berlanga no actúa en todos los conciertos, por lo que entra Víctor Coyote en sustitución. También entra un saxofonista nuevo llamado George. En el verano sale el tercer sencillo, «Un hombre de verdad», con una cara B especial en la que colaboran Latinos Unidos. Por supuesto, otro éxito, y en invierno inician la gira por América. Finalizado el año 1985, se calcula que el álbum ya había vendido en España más de medio millón de copias y, en todo el mundo, más del millón y medio.

### 1986-89:No es pecado,Diez,Fan fataly disolución de Dinarama
En 1986 llega el momento de sacar un nuevo disco y el listón ha quedado muy alto, tanto a nivel creativo como comercial. Uno de los puntos a mejorar es el directo, ya que tienen que adaptarse al momento de éxito y a las grandes giras. Así, hay una serie de personas como Marcos Mantero y Toti Arbolés, que abandonan el grupo por desavenencias con el resto. A partir de ahora, Nacho Canut y Carlos Berlanga alternan bajo eléctrico y guitarra eléctrica respectivamente con los teclados. Juan Carlos Aured, procedente de La Frontera y Los Vegetales, el grupo de los hermanos Canut, se incorpora a la batería, que en realidad es sustituida por percusiones electrónicas. Sigue Luis Miguélez a la guitarra. Y, por supuesto, Alaska. Esta es la formación definitiva de Alaska y Dinarama hasta su disolución, con alguna colaboración puntual. En los nuevos directos se elimina el resto de percusiones y los vientos. Para la grabación del nuevo disco, titulado No es pecado, cuentan de nuevo con Nick Patrick en la producción. Este disco es más electrónico, más música disco y más soul. Sigue habiendo arreglos de cuerda y viento, aunque menos que en Deseo carnal (1984). Este álbum es el que cuenta con un mayor número de colaboradores entre coros, vientos, cuerda y percusiones. Aunque la grabación es conflictiva, ya que hay desacuerdos: hay letras que Alaska no quiere cantar y hay que cambiar, no hay acuerdo en la selección de canciones entre los tres, por lo que al final quienes deciden son Pito y Nick Patrick, que se lleva la producción a su terreno. Además, y por primera vez, Alaska canta el disco completo y no aparece la voz de Carlos Berlanga, probablemente como represalia de Patrick tras una discusión entre los dos durante el proceso de grabación. En noviembre de 1986 sale el disco con una portada más polémica que la del anterior, a nuestro juicio injustificada. Incluso llega a ser censurada en México, aunque sorprendentemente sustituida por otra mucha más lasciva.

El primer sencillo es «A quién le importa», que por su letra se ha convertido en la canción más emblemática y versionada de Alaska y Dinarama. Además, se ha convertido en todo el mundo de habla hispana en el himno gay favorito. El éxito de este primer sencillo es comparable a cualquiera de los del disco anterior, ya que es número uno de ventas varias semanas. El álbum también tiene una gran acogida en su lanzamiento, alcanzando también el número uno de ventas. Sin embargo, el número total de copias vendidas no alcanza a la del disco anterior, rondando esta vez las doscientas cincuenta mil copias. En América, especialmente en México, sí obtiene un éxito similar a Deseo carnal. Esto motiva ya en pleno 1987 una gira de conciertos por toda América. Posteriormente al primer sencillo, se lanzan otros, como «La funcionaria asesina», «Un millón de hormigas» y «Sólo creo lo que veo». Aunque también tienen éxito y una gran difusión en la radio, no son equiparables al primero. Entre tanto prosigue con gran éxito La bola de cristal con Alaska al frente. Cabe destacar que se proyecta el lanzamiento del álbum en inglés y que se llegan a grabar las maquetas de la mayoría de las canciones y algunas inéditas, aunque el proyecto queda relegado al olvido.

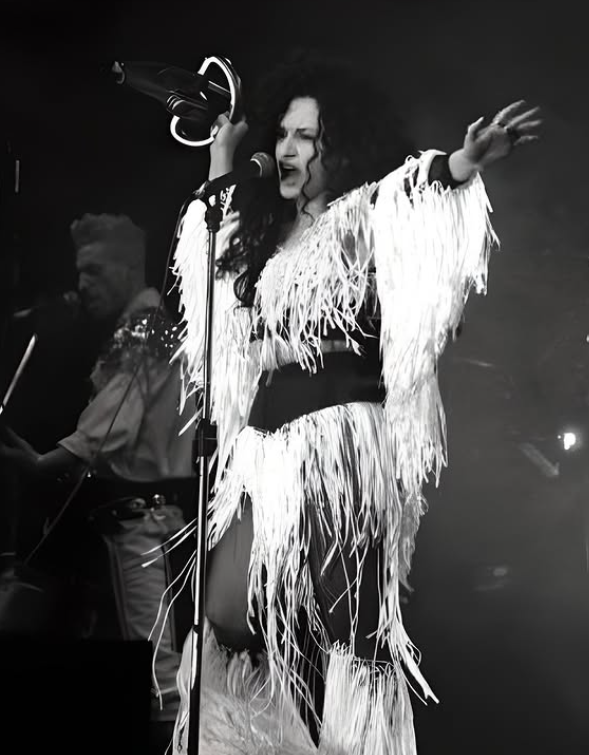
Alaska durante un concierto en el Palacio de Deportes de Madrid, en 1988.

A finales de 1987 se plantea grabar un nuevo disco, pero la escasez creativa de Carlos Berlanga hace posponer la grabación de un disco con canciones nuevas. Así que optan, pensando en el mercado americano, por hacer un disco con nuevas versiones de las canciones de Alaska y los Pegamoides y del primer álbum de Dinarama, aderezándolo con temas que fueron caras B del Deseo carnal (1984) y dos canciones totalmente inéditas: «Sospechas» y «Hacia el abismo». El tema que se elige como primer sencillo es el mítico «Bailando (Do Re Mix)» y se saca un segundo sencillo con «Sospechas» y «Rey del Glam». La repercusión de este disco, llamado aunque tiene buena promoción en España, no es demasiado alta y se calcula que se vendieron unas 75 000 copias. La promoción del disco se centra más en el mercado americano, donde si goza de una mayor aceptación. La producción de Diez corre a cargo de Patrick por última vez. El sonido de este disco es más parecido al del Deseo carnal, aunque con menos arreglos de cuerda y viento y algo más guitarrero. Como gran novedad en el sonido, empiezan a flirtear con los samplers. En este disco hay menos colaboraciones que en el anterior, aunque destacan dos de lujo: Germán Coppini haciendo la parte rapeada de «Bailando», y el gran maestro Asins Arbó haciendo los arreglos de orquesta en «Cebras». Lo del sampler se desarrolla más en las versiones de «Bailando», «Sospechas» y «Rey del Glam», realizadas por Jesús Gómez, que ya había colaborado en No es pecado (1986) haciendo algunos arreglos. Por esta época también conocen el acid house y se publican en Reino Unido dos remezclas de «Bailando» adoptando este género, una con voz y otra instrumental. Esta segunda se incluye además en un recopilatorio alemán titulado Acied Inferno. Estas remezclas no salen en España porque en ese momento no parece interesar aquel estilo. El título del disco, que puede resultar pretencioso, hace alusión a dos cosas: celebran diez años en el panorama musical, y al número de canciones que tiene el disco.
Con la aparición del sampler y con el recorte del presupuesto impuesto por Hispavox debido al descenso de las ventas, se decide cambiar la forma de trabajar en el estudio. En principio se empieza a trabajar con Jesús Gómez, a quien encuentran adecuado para el nuevo sonido que quiere el grupo, basado en el sampler y en nuevos sonidos como el house o el hip hop, y la sustitución de arreglos de cuerda y viento por el scratching. Al ponerse a juntar canciones para el disco se dan cuenta de que no hay bastantes para el tipo de álbum que quieren, y se decide tomar prestadas algunas de Los Vegetales, el otro grupo de Nacho Canut. Esta idea surge por parte de Pito, el mánager. Un punto más para estropear la relación con Carlos Berlanga. El rumbo que está llevando la grabación y las incomodidades que sufren en el estudio de Hispavox les hace paralizar la misma y comenzar de cero con una grabación casera. Empiezan de nuevo en el estudio de Luis Miguélez, donde van experimentando y surgiendo cosas como «Fly Acid Fly». Aunque en cuanto al concepto están convencidos de lo que quieren, no acaban de ver la forma deseada en el sonido, pero afortunadamente conocen a Rebeldes sin pausa, que en principio iban a grabar unos scratching, y estos son los que toman las riendas de la producción final. El disco se termina de grabar en los estudios Tyrel, el estudio de Luis Carlos Esteban. Esta opción es la que conforma a los miembros del grupo, teniendo en cuenta que las cosas entre ellos van muy mal.
Finalmente, Fan fatal, en formato vinilo contiene doce canciones y cuatro como bonus tracks en el CD (política para fomentar la venta de este último formato). Con estas cuatro canciones se hace un vinilo de edición limitada que se regala con las 10 000 primeras copias del vinilo. Aparte de temas de Carlos Berlanga y Los Vegetales se graban temas como «Quiero ser santa», de Parálisis Permanente, con Ana Curra como segunda voz, «Godzilla», de Aviador Dro, y «Fly Acid Fly» de Luis Miguélez, grabada con la colaboración de Pepe de Lucía. El primer sencillo es la versión de Los Vegetales «Mi novio es un Zombi», de la que se hacen tres remezclas publicadas en un maxisencillo. La canción tiene una gran acogida popular y comercial que sorprende a la discográfica, lo que hace potenciar la campaña de promoción del álbum, probablemente la mejor promoción que ha tenido un álbum en toda la carrera de Alaska. El título de este disco es un juego de palabras que hace referencia a una declaración de principios por la que se reconocen ellos mismos fanes de la música y el cine. El disco incluye multitud de samples de sus ídolos y mitos: Prince, Ramones, Depeche Mode, Michael Jackson, Gracita Morales, Blade Runner. Está mucho más presente el acid house que por fin penetra en España y queda reflejado en la carpeta del disco y en la de los sucesivos maxis. Tras la acogida del primer sencillo a finales de febrero de 1989, en el mes de marzo sale «Quiero ser santa», es elegida como segundo sencillo a pesar de aparecer sólo en el CD. Quizás un experimento más de la compañía. No sólo obtiene mucho éxito, sino que supera a «Mi novio es un Zombi». Se realizan tres remezclas, editadas en un maxi especial para disc jockey. En septiembre se edita «Descongélate» como tercer maxi con dos remezclas de este tema. Pero lamentablemente, aunque la edición discográfica de Alaska y Dinarama continúa junto a la promoción, el grupo ya está clínicamente muerto. Una de las innovaciones de esta nueva y breve etapa, pero que trascenderá en el futuro hasta hoy día, se trata de la gira Disco Inferno, que incluye sesión de disc jockey, y que divide los conciertos en dos partes: una más rock, pop o glam rock, y otra mucho más acid house.

### 1989-1997: Inicios con Fangoria,Un día cualquiera en Vulcanoy otros proyectos
La primera aparición pública de Fangoria, casi por sorpresa, es el 31 de octubre de 1989 en la fiesta Halloween 2; a partir de esta fiesta, esta fecha cobra un significado especial, ya que es una especie de cumpleaños para el grupo. Se prepara el primer disco de Fangoria que será puramente electrónica y al ser un gran cambio se lo denomina Salto mortal. Fue grabado entre lo que sería el nuevo estudio, Vulcano, los estudios Dublewtronics y los estudios Kirios en Madrid. Estos cambios no son del agrado de la discográfica Hispavox, lo cual se traduce en la promoción del álbum. El disco se lanza en enero de 1991, aunque se empieza a escuchar en las radios en octubre de 1990 con el tema de En mi prisión como primer maxisencillo, con dos remezclas y dos caras B inéditas. De este tema se hace un videoclip en el cual a Alaska le arrancan las tripas. Un guiño al cine gore, ya que como el dúo toma su nombre de una revista especializada en este género. El vídeo fue vetado en varios programas musicales por su contenido algo escabroso, aunque el sencillo realmente tampoco obtiene mucha difusión en radio por falta de interés por parte de la casa de discos. El segundo sencillo, «Hagamos algo superficial y vulgar», sale en febrero de 1991, simultáneamente con el álbum Salto mortal. Alcanza una mayor popularidad por su comercialidad y, a la vez, por su frescura en el sonido en una onda muy internacional, que les conecta con toda la moda neo-hippie que se encontraba en apogeo en ese entonces, con grupos como Deee-Lite o B-52. Se extrae un tercer sencillo que solo sale a nivel promocional titulado, «Punto y final», aunque se preparan remezclas y una cara B inédita. Pero al acabar el contrato con Hispavox, esta casa decide no publicar el maxisingle.
En junio de 1992, ve la luz el álbum de Un día cualquiera en Vulcano S.E.P. 1.0, con las canciones como «Sálvame», «Siempre alrededor», «Hacia la luz», «El dinero no es nuestro dios» y «Basura». Para presentar el disco se elige el tema «Sálvame», del que se hace un maxisencillo con cuatro remezclas. Se realizan de este tema dos videoclips, producidos por Video Inferno, productora creada bajo el auspicio de los estudios Vulcano. Se edita un segundo maxisencillo, esta vez en formato de disco, del tema «El dinero no es nuestro dios». Un día cualquiera en Vulcano S.E.P. 2.0, se concibió como la segunda parte de una trilogía, lanzado en 1993. Este álbum contiene solo seis títulos inéditos y tres remezclas. La tarjeta de visita de esta nueva entrega es «En la Disneylandia del amor», con un maxi publicado en CD y vinilo con cinco remezclas, el primero y cuatro, el segundo. Este tema, a pesar de la casi nula promoción del disco, sonó mucho en las radios y pistas de baile. Un día cualquiera en Vulcano S.E.P. 3.0 tiene que esperar hasta el verano de 1995 para estar en algunas tiendas de discos. Ante la constante negativa de Warner Music Group para sacar este disco, Fangoria opta por distribuirlo a través de otra compañía, Running Circle. En este disco, el estudio Vulcano se traslada a Londres, con la intención de facilitar a grupos españoles el poder trabajar con productores internacionales, algo que se queda solo en la intención. No sale ningún maxi de este disco hasta 1996. Sale más bien un disco de remezclas titulado A la felicidad por la electrónica que contiene dos versiones de «Dios odia a los cobardes», una de «Sentimental» y otra de «A la felicidad por la electrónica». En el terreno de los directos, llega una etapa de sequía y salvo algunas excepciones, solo se toca en Morocco con ocasión de las fiestas de Halloween o las convenciones del Club Fan Fatal. Tras la ruptura con sus mánagers de siempre, Pito y Ana Díaz, en 1995 se empieza a potenciar las actuaciones en directo fuera de Madrid con la participación en festivales como el Festival de Nuevas Músicas de León o el Sónar de Barcelona. A partir de aquí, Fangoria se declara en contratación abierta y estarán de gira en los próximos años por las discotecas de toda España con la fiesta Xpandelia, acompañándose de Lucho y Clara (Actibeat) que actúan con ellos y como teloneros. Además participan algunas drags como La Prohibida.
En todo este tiempo, Alaska y Nacho Canut diversifican sus actividades. Alaska sigue colaborando de vez en cuando con otros artistas. Además, participa en diferentes programas de televisión. También elabora artículos, entrevistas y relatos para diferentes publicaciones, entre ellas Ajoblanco. Nacho, por su cuenta, después de Los Vegetales, crea Intronautas con su hermano Mauro (Bazoka Nut). Y en solitario comienza una nueva etapa como Calígula 2000, haciendo temas instrumentales. Con este nombre, y al lado de Alaska como The Mexican Acid Queen, dan sesiones de DJ. Tras el cierre de Running Circle, Fangoria se queda sin distribución discográfica, por lo que entra en una etapa un tanto larga e insegura, pero con muchas satisfacciones para los fanes, que ven cómo, muy poquito a poco, el grupo vuelve a levantarse de la nada. Uno de los frutos que recoge Fangoria proviene de su anterior etapa. Se trata de la BSO de La lengua asesina, película de Alberto Scianma, el que fuera realizador de algunos vídeos de Fangoria. En dicha película en principio iba a actuar Alaska como protagonista, aunque al final se cambió para tener un reparto más internacional, ya que contó entre otros actores con Robert Englund (Freddy Krueger), Melinda Clarke o Mabel Karr. La banda sonora está compuesta por los habituales, Bazoka Nut, Big Toxic, Nacho y Alaska. Se hace, para la promoción de la película, un tema basado en la misma, con el título de la película en versión española e inglesa; además, en el disco encontramos varios temas instrumentales basados en las secuencias musicales de la película; por otro lado, se incluyen los temas de Fangoria: «Sálvame», en el que está inspirada la película, y «En la Disneylandia del amor». También hay un tema de Carlos Berlanga, Cobalt 60 y Mariachi Mezcal, que hacen una pintoresca versión de «Sálvame». Pero los escarceos de Fangoria con el cine no terminan aquí, ya que componen el tema principal de la película Cuernos de espuma. Como la canción está basada en el ambiente neoyorquino, se hace en inglés bajo el título de «Shampoo Horns». La edición de la banda sonora de esta película se retrasa tanto que da tiempo a que se grabe y se edite otro tema más para el cine. Quizá este último tema sea el que esté envuelto de más glamour, puesto que es para la película de la Disney 101 Dalmatians Es «Cruella De Vil», la canción que graba Fangoria, en castellano.

### 1998-2003: Subterfuge,Interferencias,Una temporada en el infiernoyNaturaleza muerta
Fangoria dirige su propio club de fanes, el Club Fan Fatal, desde el año 1990. Cada año fueron grabando una canción, primero en formato flexi y posteriormente en formato disco, que regalaban a los socios por Navidad. Para esas ocasiones siempre contaban con una estrella invitada, un artista o grupo al que admiraban. No grababan canciones nuevas de Fangoria o del grupo invitado, sino temas que les gustaran. En el año 1998, deciden recopilar las versiones grabadas para el Club Fan Fatal, que en esos momentos eran seis temas. Así que graban dos temas más para aderezar el disco, al cual lo titulan Interferencias, así son ocho las colaboraciones con los grupos: Terry IV con el tema «Viva el rock», versión de Adam Ant; Family con «El signo de la cruz» de Décima Víctima; Heroica con «Interferencias» de Radio Futura; Le Mans con «Me quedaré soltera» de Cecilia; Iluminados con «Sono come tu mi vuoi» de Mina, y Madelman con «Bailar hasta morir» de Tino Casal. Los temas añadidos son Dr. Explosión con «Mi gran noche» de Raphael, e Intronautas con el tema «Sueño n.º 7» de Los Vegetales. Este disco sale a través de Subterfuge Records y, a pesar de tener una promoción escasa, el disco llega a los oídos del público en general. El tema «Mi gran noche» se hace bastante popular. A medias, con otros grupos salen otros dos discos. Con Actibeat hacen el extended play instrumental titulado Sonidos para una exposición como banda sonora de la exposición «Después de la batalla» de Pablo Sycet. Y con Lemon^Fly sale el álbum llamado Vital, aunque en realidad Fangoria solo participa en tres temas. Se queda en el tintero una colaboración de las más sonadas de Alaska. Gracias al programa de la periodista Nieves Herrero, Fangoria interpreta con Camilo Sesto dos de sus temas más conocidos: «Vivir así es morir de amor» y, «El amor de mi vida», nunca editados a pesar del interés del público. 
Acabando la década de los 90, finaliza la etapa incierta a la que Fangoria había estado sometida desde su nacimiento. Este nuevo rumbo en la vida de Alaska y Nacho coincide con la aparición de Una temporada en el infierno, que es considerado como uno de los diez mejores discos españoles de los 90. En el sonido hay un giro hacia la simplicidad, generando una mezcla de sonidos oscuros cercanos al trip-hop o al darkwave, influenciados por Marilyn Manson y Depeche Mode, cabe destacar el trabajo con Carlos Jean, productor del disco. Todas las canciones tienen una velocidad entre media y lenta. Pero para promocionar el disco se elige una canción algo más rápida: «Electricistas». La canción tiene buena difusión a nivel de radio y de televisión. Posteriormente editan otra canción con otro videoclip, más conseguido que el anterior. El tema es «Me odio cuando miento», uno de los más valorados del disco. A finales de año, Alaska contrae matrimonio en Las Vegas con el periodista Mario Vaquerizo, que fue el que se encargó de realizar la promoción de Una temporada en el Infierno, ella vestida de Morticia Adams (aunque la prensa dio a entender que era de Dolly Parton) y él de Elvis Presley. Ya a principios del año 2000 se desata la polémica cuando una foto de la boda que fue editada en la revista musical Rolling Stone entre un montón de material de que se hace en un viaje a Las Vegas, pasa a la revista del corazón Diez minutos. Un año después de Una temporada en el infierno se edita un disco doble de remezclas llamado El infierno son los demás con veinte remezclas de diferentes artistas, unas más afortunadas que otras.
Naturaleza muerta fue grabado en el estudio Loop Sound de Madrid. Este disco sigue el mismo esquema que el anterior disco: once canciones nuevas más una versión, todas ellas producidas por Carlos Jean, pero en esta ocasión, el disco tiene unas canciones más rápidas, unas letras todavía más accesibles y menos minimalistas. El disco se publica en octubre de 2001, pero un mes antes se adelanta un sencillo llamado «No sé qué me das», con una acogida sin precedentes en la carrera de Fangoria, debido a la gran comercialidad del tema. La canción entra en el número dos de superventas en la primera semana de su lanzamiento y se mantiene durante las siguientes semanas en los primeros puestos hasta agotarse las existencias, ya que se trata de una edición limitada. De este disco se extraen hasta cuatro maxisencillos, igualando así a las de las épocas de Dinarama. El primer maxi que se publica es «No sé qué me das» en una versión diferente al sencillo inicial; también salen publicados como sencillo los temas «Eternamente inocente», «Hombres» y, «Más que una bendición». Todos éstos sencillos obtienen muy buenas posiciones en las listas de ventas, exceptuando el último que experimentalmente solo se vende a través de internet. Subterfuge Records aprovecha para hacer un álbum recopilatorio de la etapa de Fangoria en dicha discográfica. El álbum Dilemas, amores y dramas contiene las canciones de los discos publicados por Subterfuge y algunos extras publicados en otros discos como «Rasputín», «Incendio y saqueo de un corazón», «Jason y tú», «Rumore», «Me conformo», «Nada es lo que parece» y «Cebras» (esta última versionada junto a Lemon^Fly y remezclada por Madelman).

### 2004-2005:Arquitectura efímerayArquitectura efímera deconstruida

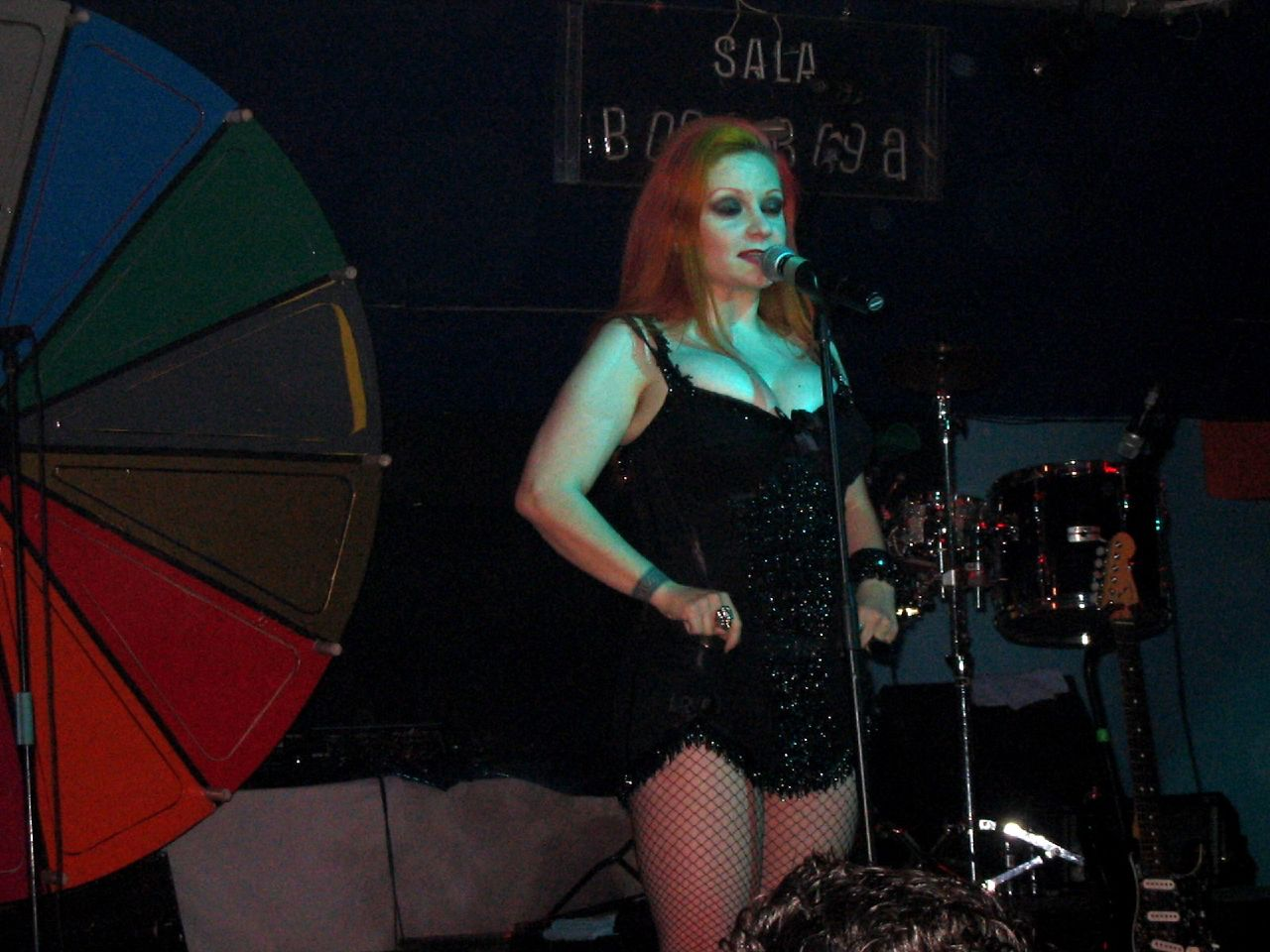
Alaska cantando en un concierto de Fangoria en 2005.

Treinta meses después de la edición de Naturaleza muerta, el álbum de Fangoria más exitoso de la etapa Subterfuge, se edita un nuevo disco titulado Arquitectura efímera. Una exposición de arquitectura de Chicago, a la cual asistían Alaska y Nacho, inspiró el nombre del disco. Lo eligieron por contradictorio y lógico, aunque también por estar formado el álbum con canciones de sentimientos del pop más efectivo, un género obligatoriamente efímero, según Alaska y Nacho Canut. Producido por Carlos Jean, junto a Fangoria, el disco cuenta con doce canciones en las que han usado guitarras y electrónica, al más puro estilo Fangoria pero con una gran construcción artística. Siguiendo con la estructura de los anteriores trabajos, once canciones propias y una versión, en este caso, de la canción de Ramones, «Here Today, Gone Tomorrow». El lanzamiento comercial vino arropado por una fuerte campaña promocional, que nunca habíamos visto antes con Fangoria. Han aparecido en la práctica la totalidad de las revistas especializadas en música o tendencias, numerosas apariciones televisivas y radiofónicas, publicidad en radio, prensa e Internet. El primer sencillo «Retorciendo palabras» se publicó semanas antes que el álbum, siendo número uno en superventas de sencillos durante varias semanas. El segundo sencillo fue «Miro la vida pasar» publicado en el verano del 2004, logrando como el anterior el número uno. El tercer sencillo correspondió a la canción «La mano en el fuego» publicado durante el otoño del mismo año llega a ser número uno, aunque sin comparación con los anteriores. Para entonces el álbum ya había sido disco de oro llegando a más de 75 000 copias vendidas en España y en 2005, sale el cuarto sencillo del álbum, con la canción «Entre mil dudas» que logra posicionarse en el número tres de la lista de ventas de sencillos.
En primavera de 2005 el disco sale a la venta en México llegando a vender más de 35 000 copias. Al mismo tiempo sale Arquitectura efímera deconstruida, CD doble más DVD publicado coincidiendo con el decimoquinto aniversario de la fundación de Fangoria. Se trata de una edición especial de Arquitectura efímera, que incluye un primer disco con el disco original, un segundo disco con las caras B de los cuatro sencillos que se extrajeron del álbum junto a tres inéditos y un DVD que incluye algunos videoclips, grabaciones en directo y fotografías. También se realiza un gira de celebración de los quince años de Fangoria llamada Varietés en donde recorren toda su discografía como Fangoria y acompañados por La Prohibida y Nancys Rubias. Una vez acabada la gira veraniega del 2005 en países como España, México, Estados Unidos y Japón.

### 2006-2008:El extraño viaje,El extraño viaje revisitadoy¡Viven!
Con El extraño viaje el grupo apuesta por canciones de estructura pop y estribillos pegajosos con influencias que van desde el rock alternativo al glam rock, pasando por la electrónica y el electropop. Se grabó todo en Madrid y tuvo la colaboración del bajista de Placebo, Stefan Olsdal, en la canción que cierra el disco, «Nada más que añadir». El extraño viaje, título sacado de la película de Fernando Fernán Gómez, se editó en las tiendas mexicanas y españolas, de forma simultánea, el 23 de octubre de 2006. El día 2 de octubre salió a la venta el primer sencillo del álbum. Se trata del tema «Criticar por criticar» e incluía el mismo tema y una remezcla de Chick on Speed. El sencillo se colocó directamente en el número uno de las listas de ventas durante cuatro semanas. El vídeo de su primer sencillo, «Criticar por criticar», se grabó en México, en una de las discos favoritas del dueto, Spartacus. Para el rodaje, Alaska baila frenéticamente junto a más de cuarenta personas (a las que descubrió entre su público de México en su anterior visita) al ritmo del tema y vestidos todos de blanco. El álbum, fue presentado en el FNAC de Madrid el 23 de octubre, haciendo una sorprendente y original actuación detrás del mismo escaparate que fue comentado en todos los informativos. El álbum se colocó directamente en el número dos de las listas de ventas. La promoción del álbum se centró en su mayoría en la prensa, ya que salieron en la práctica totalidad de todos los diarios y revistas, y Alaska fue portada de revistas como Rolling Stone, Zero o Psicologis. También hubo una fuerte promoción en televisión e internet, y una escasísima e inexplicable nula promoción en radio. Cuatro semanas después de ser editado, el álbum logra el disco de oro, que a día de hoy el álbum ha vendido ya, más de 75 000 copias en España.
El 13 de febrero de 2007, sale a la venta el segundo sencillo de su quinto trabajo, «Ni contigo ni sin ti». En esta ocasión cambian del blanco al naranja. La portada pertenece al diseñador Salvador Alimbau sobre una foto de Gauerca. La cara B de este sencillo es una versión en colaboración con Dover del «Sorry I'm a Lady» del grupo Baccara. El sencillo llega directamente al número uno de las listas de ventas y el 27 de marzo, el álbum ya se podía disfrutar en Estados Unidos y más tarde en Argentina. El 20 de marzo del mismo año Alaska colabora con Miguel Bosé en la canción «Amante bandido» en su disco "Papito". En mayo salió a la venta el álbum en vivo ¡Viven! Este incluía el concierto íntegro que ofreció Fangoria el 9 de febrero en la Carpa Movistar de Barcelona, un making of de casi una hora de duración con imágenes de todo lo que sucedió alrededor del concierto y la opción de oír el concierto con los comentarios de Alaska y Nacho Canut. El DVD se colocó directamente en el número uno de las listas de ventas durante las cuatro primeras semanas de su edición. El tercer sencillo, «El cementerio de mis sueños», salió a la venta el 17 de julio. El color elegido para este nuevo sencillo es el morado. Con una remezcla del músico canadiense Sebastián Komor y un dueto con el grupo Mägo de Oz del tema «Rey del Glam». Como es costumbre en ellos llegó al número uno en las listas de ventas. Una vez finalizada la gira en octubre, tras haber vendido más de 75 000 copias de su El extraño viaje, y haber dado alrededor de cien conciertos desde que salió el disco a la venta, el grupo decide tomarse unos meses de vacaciones, para que en primavera del año siguiente realicen una gira y actividades promocionales en México.

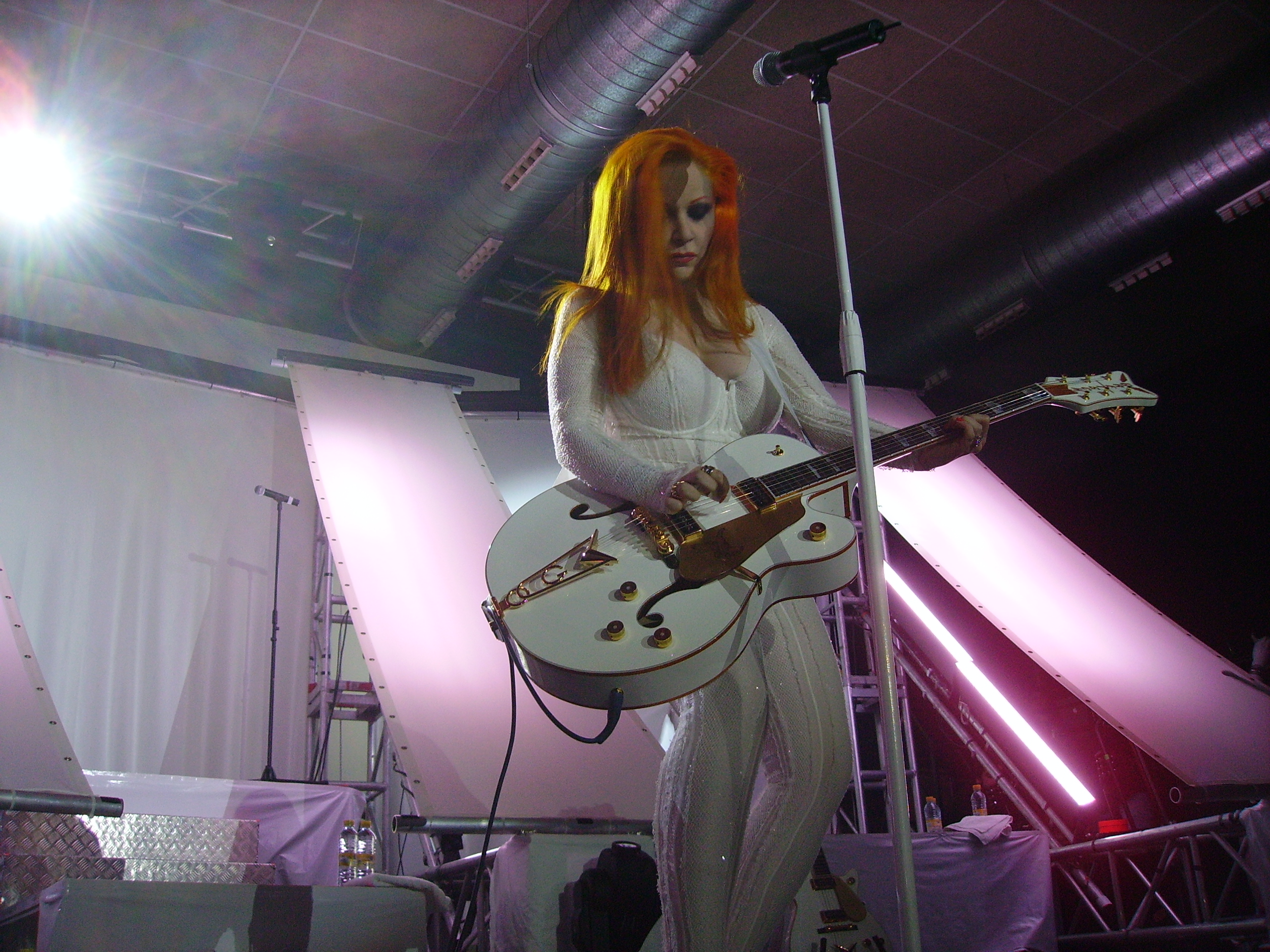
Alaska tocando la guitarra eléctrica en un concierto.

El 4 de diciembre de 2007, salió a la venta una caja en edición limitada y numerada de 4000 copias de la reedición de El extraño viaje, llamado El extraño viaje revisitado, con pegatinas, pósteres, DVD, un esmalte de uñas, un trocito de los vestidos de Alaska y un CD con colaboraciones de lujo con los grupos Miranda!, Dover, Mägo de Oz y Julieta Venegas, remezclas y rarezas. La caja se agota en la primera semana que sale a la venta y llega al número treinta y cinco de los álbumes más vendidos. En México sale a la venta una edición más sencilla y con portada diferente, en la que solo aparece el CD de El extraño viaje y el disco de colaboraciones. En esos meses de descanso, Fangoria realiza unos conciertos no previstos, en Bilbao, Getafe, Vergara y en Punta Cana, este último en un festival organizado por Ron Barceló. También hacen una pequeña actuación el 29 de marzo en Mónaco, en el habitual, conocido y prestigioso Baile de la Rosa que organiza la familia Grimaldi todos los años y que ese año fue dedicado a la movida madrileña y en el que Alaska, junto a Pedro Almodóvar, Bibiana Fernández y Mario Vaquerizo fue cabeza de cartel. El 4 de mayo de 2008 fue lanzado un disco con cuatro canciones que bajo el título Entre Punta Cana y Montecarlo se incluye en el programa de mano de la segunda parte de la gira. Está editado por DRO y únicamente se vende en conciertos. Este EP incluye versiones de «Flash» de La Prohibida, «La mosca muerta» de Alaska y Dinarama, «Supertravesti» de Nancys Rubias y «Huracán mexicano» de Alaska y Dinarama, que incluye una nueva parte de la letra dedicada al fin de Dinarama e inicio de Fangoria.

### 2009-2012:Absolutamente,El paso trascendental del vodevil a la astracanadayAlaska y Mario
Absolutamente fue grabado durante noviembre de 2008 en los Dean Studios de Londres y mezclado por Michael Zimmerling, un ingeniero mítico de los Hansa Studios de Berlín, y producido por Neal X y Tony James (ambos fundaron Sigue Sigue Sputnik). Este disco es un homenaje a Andy Warhol y su Factory, y es una reafirmación de lo que son Fangoria como grupo. Absolutamente recopila la gran mayoría de los conflictos e influencias del grupo, pasando por el techno, el rock, el glam y la balada, y grabado por la técnica de la llamada «pista salvaje». El primer sencillo es «Más es más», «la primera canción disco que hace Fangoria», apunta Alaska. Es también un canto al barroquismo y al exceso, a través de una letra escrita por Alaska y Nacho y que este último define como de «celebración y autodestrucción». El 17 de enero de 2009, se estrenó el videoclip de «Más es más» primer sencillo extraído del álbum, siendo un gran éxito de ventas y descargas. La edición física de dicho sencillo contenía la versión álbum de la canción y una remezcla de ésta. El álbum llegó al número uno de ventas de discos y de ITunes en España y más tarde en el número cuatro en México. Fangoria arrancó la gira de Absolutamente acompañado de artistas como La Prohibida, The Cabriolets y Nancys Rubias, y con una nueva puesta en escena renovando músicos y gogós y con un decorado rindiendo tributo a la Factory de Andy Warhol y además de los conciertos ofrecidos desde mayo, continúan con otros trabajos, como la grabación del tema «La verdad» para la banda sonora de un éxito en taquilla para adolescentes Mentiras y gordas

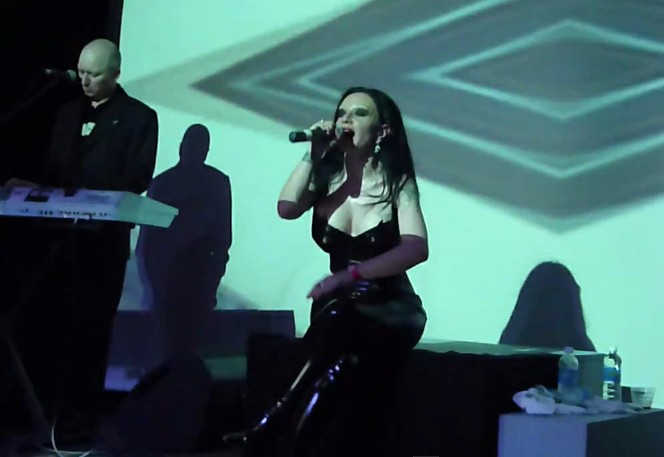
Fangoria interpretando una canción en la gira Absolutamente.

El 2 de junio, sale a la venta el sencillo de «La pequeña edad de hielo», con la versión álbum, además de una remezcla de la misma realizada por Kraut Rock Kinder (Distressor remix) y una remezcla de otra canción del mismo álbum, «Las Walpurgis te van a llamar», realizada por Atomizer. Fangoria comenzó con la promoción de su segundo sencillo, superando la recepción del primer sencillo, llegando a ser tocado por radiodifusoras de España, México y Argentina. El videoclip se estrenó unos meses después de su predecesor. Está basado en la película de Fernando Fernán Gómez Viaje a ninguna parte, en que un grupo de artistas va viajando de pueblo en pueblo. Se continúa con la estética blanco y negro del vídeo del sencillo anterior, y en el que se muestran planos de Fangoria viajando en una camioneta para más tarde mostrar a Alaska cantando con un fondo de luces donde se lee «Fangoria». Aparecen Alaska, Nacho, Topacio Fresh, Andy Lamoure y uno de los gemelos bailarines. Para diciembre de 2009, se espera la reedición del álbum bajo el título Completamente, y además han grabado una versión nueva de la canción «Absolutamente» a dúo con Sara Montiel con la cual también grabaron un videoclip dirigido por Juan Gatti y en él no aparece la otra mitad del dúo.
Para celebrar su vigésimo aniversario como Fangoria, se edita El paso trascendental del Vodevil a la Astracanada. Antología de canciones de ayer y de hoy, donde el dúo decidió recopilar los veintidós sencillos publicados hasta ese momento. La novedad residió en que, por primera vez, regrabaron los éxitos de Alaska y los Pegamoides y Alaska y Dinarama. El lanzamiento apareció en dos formatos especiales con un diseño firmado por Juan Gatti. Uno incluye tres discos (CD 1: La colección completa de los sencillos de Fangoria; disco 2: Éxitos de ayer grabados de nuevo por Fangoria; disco 3: Rarezas y grabaciones para cine y TV) y 1 DVD con todos los videoclips de Fangoria. También un formato sencillo en digipack con 2 discos (correspondientes a los disco 1 y disco 2 anteriores). «Ni tú ni nadie» fue el primer sencillo solo en descarga digital. El videoclip de la canción se estrenó el 22 de septiembre de 2010, fue realizado por Pablo Budeisky, que trabajó con el grupo en el clip de «La pequeña edad de hielo», y producido por P Productions, en el Teatro Maipo de Buenos Aires, Argentina. El 8 de marzo de 2011 presentó «A quién le importa» el segundo videoclip del álbum. El vídeo está rodado en la sala de fiestas del Benidorm Palace y sirve como homenaje a los programas de fin de año de la televisión en el que Fangoria canta junto con un cuerpo de baile de 28 personas y lo que da comienzo a una gira por toda España. 
El 5 de diciembre de 2011 sale a la venta su segundo álbum en vivo llamado como su gira Operación Vodevil. También para promocionar el álbum se lanza la versión de Pegamoides «Bailando» y también su videoclip que recoge algunas escenas del DVD. Durante 2012 la artista y su marido participan en la grabación de voces para Hotel Transylvania donde ella interpreta a Eunice. También graban la segunda temporada de Alaska y Mario pero esta vez trata sobre la luna de miel de la pareja en Las Vegas y Los Ángeles donde se llevan a las Nancys Rubias y a Topacio Fresh.
La cadena de televisión MTV España ofreció a Alaska y a su esposo Mario Vaquerizo la realización de un reality show sobre sus vidas, al estilo del famoso The Osbournes. Durante varias semanas la audiencia es testigo directo de su realidad: asisten con ellos a las fiestas más glamurosas y extravagantes, descubren los entresijos de la prensa del corazón, y conocen a sus amigos celebrities más cercanos e interesantes. La segunda temporada del reality tiene muy buena repercusión y MTV le da la oportunidad de volver a grabar una tercera temporada.

### 2013-2018:Cuatricromía,Canciones para robots románticosy proyectos televisivos
A finales de febrero de 2013, Fangoria publica Cuatricromía, su séptimo álbum de estudio compuesto por cuatro partes que separan las distintas influencias musicales como el pop, la electrónica, etc. El lanzamiento del álbum fue precedido por el del primer sencillo  «Dramas y comedias» que se estrenó un día antes de su lanzamiento en Siglo 21. A las horas de su lazamiento se posicionó en el número uno de iTunes y número nueve de PROMUSICAE. Cuatricromía fue producido por Guille Milkyway de La Casa Azul, Sigue Sigue Sputnik, Los Pilotos y Jon Klein, antiguo colaborador de Siouxsie & the Banshees mientras que la portada fue diseñada por Juan Gatti. El álbum alcanza el número uno en PROMUSICAE y como sencillo promocional se publica «La sombra de una traición» que forma parte de la edición digital. El 19 de mayo se estrena la tercera temporada de Alaska y Mario, en la que se muestran los preparativos del quincuagésimo cumpleaños de Alaska. En julio de 2013 se publica el segundo y último sencillo del álbum, «Desfachatez», que alcanza el número veinticinco en España. Durante el mes de septiembre se emite en Antena 3 el programa Por arte de magia, donde Alaska participa como jurado.

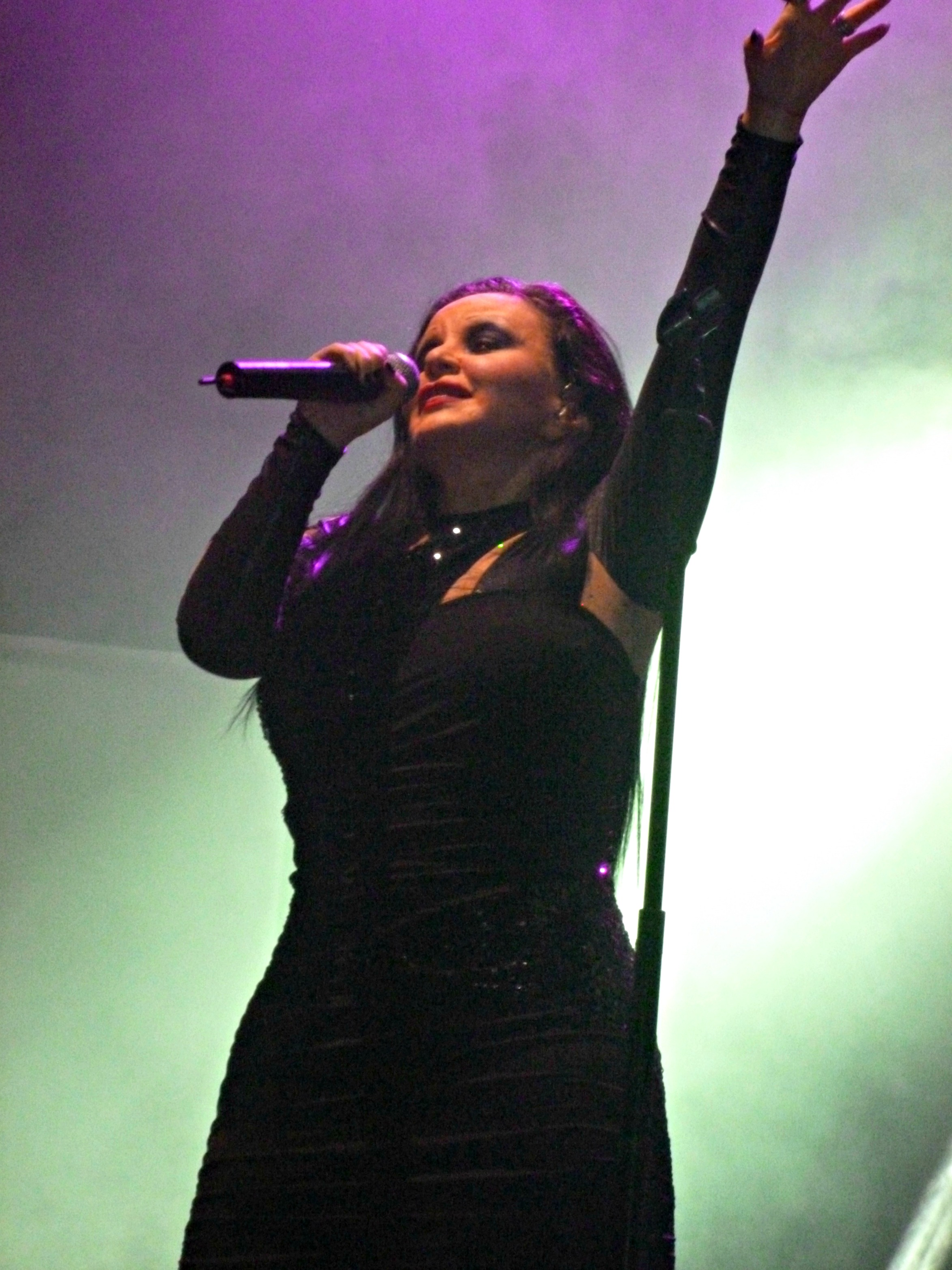
Alaska durante un concierto en Almería en 2013.

A principios de diciembre de 2013, Fangoria publica la reedición Policromía, que incluye de manera adicional canciones inéditas y remezclas. A partir de febrero de 2014, Alaska presenta junto al cómico Javier Coronas la segunda temporada del anteriormente conocido programa de RTVE, Torres y Reyes, que pasa a llamarse Alaska y Coronas. La temporada finaliza en mayo con mejorando las audiencias. En ese mismo mes Alaska y su marido estrenan a través de Google+ El Tea Party de Alaska y Mario, programa de debates y entrevistas en el que reciben a varios invitados. A finales de febrero de 2015, se estrena la tercera temporada de Alaska y Coronas, que pasa a llamarse Alaska y Segura, siendo presentada por Alaska y el director de cine Santiago Segura. En marzo de ese mismo año, Fangoria confirma a través de Instagram que están trabajando en su próximo álbum. En septiembre se estrena la cuarta temporada de Alaska y Mario, en la que se muestra parte de la vida diaria de la pareja durante el verano del 2015. Además, en ese mismo mes se estrena la película Hotel Transylvania 2, donde la artista pone voz de nuevo a Eunice.
El 12 de febrero de 2016, Fangoria publica Canciones para robots románticos, su noveno álbum (duodécimo contando la trilogía de Un día cualquiera en Vulcano). El grupo define al álbum como una oda a la inteligencia artificial, a su frialdad, pragmatismo y falta de sentimientos. Canciones para robots románticos es un álbum electropop, con influencias de la música disco. Este álbum se divide en dos partes, la primera de género pop producida por Guille Milkyway de La Casa Azul; la segunda con aires más oscuros fue producida por Jon Klein, exintegrante de Siouxsie and The Banshees. El 14 de enero se publica el primer sencillo, «Geometría polisentimental» y el 5 de febrero el segundo sencillo, «Fiesta en el infierno», ambos junto a sus respectivos vídeos musicales. Debido a esta nueva etapa y a la gira Cociertos para robots románticos, Fangoria actualiza su imagen y su puesta en escena, incorporando juegos de luces e imágenes, efectos proyectados de pirámides invertidas, nuevos bailarines, colaboración con Jesús Horror, etc. A partir de febrero comienza a colaborar en el programa Likes, presentado por Raquel Sánchez Silva.
En 2017, con motivo del World Pride Madrid 2017, se lanza una versión de «¿A quién le importa?», junto a otros artistas, como Marta Sánchez, Chenoa, Ruth Lorenzo, Rosa López, La Terremoto de Alcorcón, Boris Izaguirre, etc. El 24 de mayo de 2017 se publica «Iluminados» como tercer y último sencillo de Canciones para robots románticos.

### 2019-2020:Extrapolaciones y dos preguntas (1989-2000)yExtrapolaciones y dos respuestas (2001-2019)
En 2019, para conmemorar el trigésimo aniversario de Fangoria, el 15 de febrero publican Extrapolaciones y dos preguntas (1989-2000), un álbum de versiones interpretadas originalmente por artistas españoles y publicadas durante los 30 años de vida del grupo. El álbum fue coproducido por Spam, Jon Klein y Guille Milkyway; la portada fue diseñada por Juan Gatti. Además contiene dos canciones inéditas, una de ellas publicada el 11 de enero como primer sencillo, «¿De qué me culpas?» en colaboración con Jedet y Ms Nina. El mismo día del lanzamiento se publica el vídeo musical dirigido por Gatti, quien ya había dirigido el vídeo musical de «Absolutamente» en 2009. El 1 de febrero se lanza da manera digital el sencillo «Historias de amor», canción original del dúo español OBK. Ese mismo día, Fangoria publica a través de Instragram el listado de canciones que compondrían el álbum, entre ellas se encuentran versiones de Carlos Berlanga, Family, Los Planetas, etc. Como promoción al álbum el grupo ofreció dos conciertos en Madrid y Barcelona respectivamente. El 23 de mayo de 2019, se publica el sencillo y el vídeo musical de «¿Quién te has creido que soy?», remezclado por el grupo islandés GusGus.
El 2 de octubre de 2019, se publica en sencillo «Un boomerang», que valió como adelanto al siguiente álbum, Extrapolaciones y dos respuestas (2001-2019). Ese mismo día se publica el vídeo musical dirigido por Juan Gatti e inspirado en la serie de televisión Dinastía. En el vídeo participan la galerista Topacio Fresh y la escritora Valeria Vegas. El 8 de noviembre sale a la venta el álbum, que al igual que el anterior incluye dos temas inéditos y el resto versiones de artistas como Astrud, Camela, Marta Sánchez, La Casa Azul, etc. El 25 de octubre de 2019, se publica la canción original de Joe Crepúsculo, «Mi fábrica de baile» como segundo sencillo. Extrapolaciones y dos preguntas (1989-2000) y Extrapolaciones y dos respuestas (2001-2019) se publican en una edición deluxe en formato disco-libro diseñado por Juan Gatti. Durante la preventa del segundo álbum se pudo reservar en Internet una edición box set limitada titulada Extrapolaciones. Dos preguntas y dos respuestas 1989-2019, además del DVD titulado Fangoria: Introspecciones y dos géminis 2017-2019, que muestra el proceso de creación de ambos álbumes.

### 2021-presente:Existencialismo pop,Edificaciones paganas,Ex profesoyCine de Barrio
En septiembre de 2020, sustituye a Concha Velasco como presentadora del clásico Cine de Barrio, programa de cine de TVE, abandonando el mismo en septiembre de 2023. En diciembre de 2020, Fangoria confirma a través de Instagram la grabación de un nuevo álbum. El 9 de abril de 2021 se publica el sencillo «Momentismo absoluto» con su correspondiente vídeo musical. Ese mismo día, Alaska concede una entrevista a Europa FM en la que explicaba que publicarían el 4 de junio un EP de 3 canciones y 2 remezclas, titulado Existencialismo Pop. El 2 de junio lanzan el sencillo «Fantasmagoria», para promocionar la publicación del EP.

## Vida privada
Se casó en Las Vegas (Estados Unidos) con Mario Vaquerizo (representante de la artista y vocalista del grupo Nancys Rubias) el 29 de noviembre de 1999. En la ceremonia, ella iba vestida de Dolly Parton y él de Elvis Presley. Esta boda fue una sorpresa para la opinión pública, ya que llevaban 6 meses de novios cuando tomaron la decisión. Poca gente apostó por la relación, y unos cuantos años después de convertirse en marido y mujer, volvieron a Las Vegas con algunos de sus amigos de Nancys Rubias y renovaron los votos. Al celebrarse en Las Vegas, el matrimonio no era válido en España. Por lo tanto, doce años después, decidieron casarse por lo civil el 27 de mayo de 2011 en Madrid, en el transcurso de un programa de telerrealidad del canal MTV España sobre sus vidas. Alaska decidió no tener hijos.
La artista ha reconocido su apoyo a los derechos de los animales, oponiéndose públicamente a las corridas de toros en una campaña promovida por la organización PETA y AnimaNaturalis, y también contra el uso de pieles. En cuanto a su "orientación" política, en 2019 afirmó no sentirse representada por completo con ningún partido.
Estudia Historia en la Universidad Nacional de Educación a Distancia.

## Discografía
| Con Kaka de Luxe - 1983: Las canciones malditas Con Alaska y los Pegamoides - 1982: Grandes éxitos Con Alaska y Dinarama - 1983: Canciones profanas - 1984: Deseo carnal - 1986: No es pecado - 1987: Diez - 1989: Fan fatal | Con Fangoria - 1991: Salto mortal - 1999: Una temporada en el infierno - 2001: Naturaleza muerta - 2004: Arquitectura efímera - 2006: El extraño viaje - 2009: Absolutamente - 2010: El paso trascendental del vodevil a la astracanada - 2013: Cuatricromía - 2016: Canciones para robots románticos - 2019: Extrapolaciones y dos preguntas (1989-2000) - 2019: Extrapolaciones y dos respuestas (2001-2019) |

## Filmografía

### Cine
- Pepi, Luci, Bom y otras chicas del montón (Pedro Almodóvar, 1980) Como Bom.
- Airbag (Juanma Bajo Ulloa, 1997) Como jugadora de Tortilla Rusa.
- Sin rodeos (Santiago Segura, 2018) Como Alaska.

#### Doblaje
| Año  | Título                  | Notas                     |
| ---- | ----------------------- | ------------------------- |
| 2012 | Hotel Transylvania      | Eunice Frankenstein       |
| 2014 | Stand by Me Doraemon    | Shizuka Minamoto (Adulta) |
| 2015 | Hotel Transylvania 2    | Eunice Frankenstein       |
| 2018 | Hotel Transylvania 3    | Eunice Frankenstein       |
| 2020 | Bob Esponja: Al Rescate | Otto                      |
| 2024 | The Garfield Movie      | Yinx                      |

### Televisión

#### Programas de televisión (fijos)
| Año                   | Título                           | Papel                               | Cadena                         |
| --------------------- | -------------------------------- | ----------------------------------- | ------------------------------ |
| 1984-1988             | La bola de cristal               | Presentadora                        | La 1                           |
| 1992                  | Chantatachan                     | Presentadora                        | Telemadrid                     |
| 2000-2002             | Menudas estrellas                | Miembro del jurado                  | Antena 3                       |
| 2001                  | Lluvia de estrellas              | Miembro del jurado                  | Antena 3                       |
| 2011-2013; 2015; 2018 | Alaska y Mario                   | Protagonista del reality            | MTV España / Paramount Network |
| 2012                  | Feliz Año Neox                   | Presentadora                        | Neox                           |
| 2013                  | Por arte de magia                | Miembro del jurado                  | Antena 3                       |
| 2014                  | Alaska y Coronas                 | Presentadora                        | La 2                           |
| 2014                  | El Tea Party de Alaska y Mario   | Presentadora                        | YouTube                        |
| 2015                  | Alaska y Segura                  | Presentadora                        | La 1                           |
| 2016                  | Levántate All Stars              | Capitana de equipo                  | Telecinco                      |
| 2016-2017             | Likes                            | Colaboradora                        | #0                             |
| 2020-2022             | Lazos de sangre                  | Colaboradora                        | La 1                           |
| 2020-2023             | Cine de barrio                   | Presentadora                        | La 1                           |
| 2022                  | Benidorm Fest 2022               | Presentadora                        | La 1                           |
| 2023-2024             | Tardear                          | Colaboradora                        | Telecinco                      |
| 2023                  | Mask Singer: Adivina quién canta | Concursante                         | Antena 3                       |
| 2024                  | Mask Singer: Adivina quién canta | Investigadora                       | Antena 3                       |
| 2024                  | Alaska Revelada                  | Protagonista de la serie documental | Movistar Plus+                 |
| 2025-presente         | El programa de Ana Rosa          | Colaboradora                        | Telecinco                      |

#### Programas de televisión (como invitada)
| Año              | Título                             | Notas             |
| ---------------- | ---------------------------------- | ----------------- |
| 1980             | Popgrama                           | Actuación musical |
| 1981             | Esta noche                         | Invitada          |
| 1982             | Aplauso                            | Actuación musical |
| 1982             | Pista libre                        | Invitada          |
| 1983             | La edad de oro                     | Invitada          |
| 1984             | Un, dos, tres... responda otra vez | Concursante       |
| 1984             | Àngel Casas Show                   | Invitada          |
| 1984             | La edad de oro                     | Invitada          |
| 1984             | Tocata                             | Actuación musical |
| 1984             | Estoc de pop                       | Invitada          |
| 1985             | Con las manos en la masa           | Invitada          |
| 1985             | Estoc de pop                       | Invitada          |
| 1986             | Entre amigos                       | Invitada          |
| 1986             | Letra pequeña                      | Invitada          |
| 1987             | Ahí te quiero ver                  | Actuación musical |
| 1987             | La tarde                           | Invitada          |
| 1987             | ¡Qué noche la de aquel año!        | Actuación musical |
| 1987             | Entre amigos                       | Invitada          |
| 1987             | Sábado noche                       | Actuación musical |
| 1988             | A tope                             | Actuación musical |
| 1988             | Mag magazine                       | Invitada          |
| 1988             | Sábado noche                       | Actuación musical |
| 1989             | Más estrellas que en el cielo      | Invitada          |
| 1989             | Sábado noche                       | Invitada          |
| 1989             | Entre amigos                       | Invitada          |
| 1989             | Pero ¿esto qué es?                 | Invitada          |
| 1989             | Rockambole                         | Invitada          |
| 1990             | Juego de niños                     | Concursante       |
| 1990             | Un día es un día                   | Actuación musical |
| 1990             | Viva el espectáculo                | Invitada          |
| 1991             | La ronda                           | Invitada          |
| 1991             | Un día es un día                   | Invitada          |
| 1991             | Devórame otra vez                  | Invitada          |
| 2002-presente    | Pasapalabra                        | Concursante       |
| 2004-2008        | DEC                                | Invitada          |
| 2006             | Carta Blanca                       | Invitada          |
| 2009 - presente  | El hormiguero                      | Invitada          |
| 2009; 2011       | Buenafuente                        | Invitada          |
| 2012             | Buenas noches y Buenafuente        | Invitada          |
| 2013; 2016       | Menuda noche                       | Invitada          |
| 2014             | Tu cara me suena                   | Invitada          |
| 2015             | En la tuya o en la mía             | Invitada          |
| 2015; 2016; 2017 | ¡Qué tiempo tan feliz!             | Invitada          |
| 2016; 2017       | Late motiv                         | Invitada          |
| 2016             | El programa de Ana Rosa            | Invitada          |
| 2016             | Cámbiame                           | Invitada          |
| 2016             | Trabajo temporal                   | Invitada          |
| 2018             | Mi casa es la tuya                 | Invitada          |
| 2018             | Cuarto milenio                     | Invitada          |
| 2018             | Zapeando                           | Invitada          |
| 2018             | Las Campos                         | Invitada          |
| 2020             | Tu cara me suena                   | Invitada          |
| 2020             | Typical Spanish                    | Invitada          |
| 2021             | B.S.O.                             | Invitada          |
| 2021             | Drag Race España                   | Invitada          |
| 2021             | #AnaTorroja 2021                   | Invitada          |

#### Series de televisión
| Año       | Título                              | Papel              | Cadena        | Episodios    |
| --------- | ----------------------------------- | ------------------ | ------------- | ------------ |
| 1987      | Noche de Terrock y Brujas           | Ella misma         | XHGC          | 1 episodio   |
| 1988      | Amor en silencio                    | Ella misma         | Las Estrellas | 1 episodio   |
| 1994-1997 | Hermanos de leche                   |                    | Antena 3      | 3 episodios  |
| 2000-2001 | El botones Sacarino                 | Doña Dorita        | La 1          | 8 episodios  |
| 2002      | Policías, en el corazón de la calle | Ella misma         | Antena 3      | 2 episodios  |
| 2002      | Periodistas                         | Ella misma         | Telecinco     | 4 episodios  |
| 2003      | Los Serrano                         | Ella misma         | Telecinco     | 1 episodio   |
| 2005      | Homo Zapping                        | Ella misma         | Antena 3      | 2 episodios  |
| 2005      | Desde Gayola                        | Galaxia            | Telehit       | 1 episodio   |
| 2008      | Que show con Alejandra Bogue        | Ella misma         | Telehit       | 1 episodio   |
| 2008      | Lo que surja                        | Madre de Ego       | YouTube       | 1 episodio   |
| 2010      | Museo Coconut                       | Enfermera          | Neox          | 1 episodio   |
| 2010      | Mrs. Carrington                     | Adivina            | YouTube       | 1 episodio   |
| 2015      | La que se avecina                   | Terapeuta de Maite | Telecinco     | 1 episodio   |
| 2017      | Ella es tu padre                    | Alaska             | Telecinco     | 7 Episodios  |
| 2021      | Palacio Duval                       |                    |               | ¿? Episodios |

### Teatro
| Año       | Título                   | Papel             | Notas        |
| --------- | ------------------------ | ----------------- | ------------ |
| 2016-2017 | El amor sigue en el aire | Carlota           | Protagonista |
| 2019-2020 | La última tourné         | Paquita Castellón | Protagonista |

## Radio
Ha colaborado en diferentes emisoras aportando sus opiniones musicales o del corazón. Hasta 2010 trabajó en La Mañana de Federico Jiménez Losantos en la cadena COPE, y desde entonces en el programa Es la mañana de Federico, del mismo locutor, en EsRadio y, junto a su marido Mario Vaquerizo, en YU: no te pierdas nada, programa de humor presentado por Dani Mateo en los 40 Principales. Desde 2018 es colaboradora del programa de Onda Cero Por fin no es lunes, junto a Jaime Cantizano.

## Publicaciones

### Libros
- Transgresoras, por Alaska. Ediciones Martínez Roca, S.A., 2003. ISBN 84-270-2977-2.

### Biografías
- Alaska, por Mario Vaquerizo. Ediciones La máscara, 2001. ISBN 84-7974-455-3.
- Alaska y otras historias de La Movida, por Rafa Cervera. Plaza & Janes, 2002. ISBN 84-01-37808-7.

## Distinciones honoríficas
- Dama Gran Cruz de la Orden del Dos de Mayo (02/05/2009).[31]
- Medalla de Oro al mérito en las Bellas Artes (06/02/2015).[32]
- Medalla de Madrid (02/05/2023).[33]